# Třída Chaj-lung (1898)
Třída Chaj-lung byla třída torpédoborců čínského císařského námořnictva. Tvořená byla celkem čtyřmi plavidly. Čína je provozovala v letech 1898–1900. V době boxerského povstávní v roce 1900 torpédoborce v přístavu Taku ukořistil evropský expediční sbor. Plavidla si následně rozebrala námořnictva Velké Británie, Německa, Francie a Ruska.

## Pozadí vzniku
Celkem čtyři jednotky této třídy postavila v letech 1897-1898 německá loděnice Schichau-Werke v Elbingu.
Jednotky třídy Chaj-lung:
| Chaj-chua   | 1897 | 1898 | 1898 | Dne 17. června 1900 získán Ruskem jako Taku (později Lejtěnant Burakov). Nasazen v Rusko-japonské válce. Dne 23. července 1904 poškozen japonskými plavidly a dne 30. července 1904 potopen vlastní posádkou. |
| Chaj-lung   | 1897 | 1898 | 1898 | Dne 17. června 1900 získán Velkou Británií jako Taku. Nasazen v Číně. Vyřazen 1916. |
| Chaj-si     | 1897 | 1898 | 1898 | Dne 17. června 1900 získán Francií jako Takou. Nasazen ve Francouzské Indočíně. Dne 22. února 1911 ztroskotal.                                                                                                |
| Chaj-čching | 1897 | 1898 | 1898 | Dne 17. června 1900 získán Německem jako SMS Taku. Za první světové války byl při obléhání základny Čching-tao potopen vlastní posádkou.                                                                      |

## Konstrukce

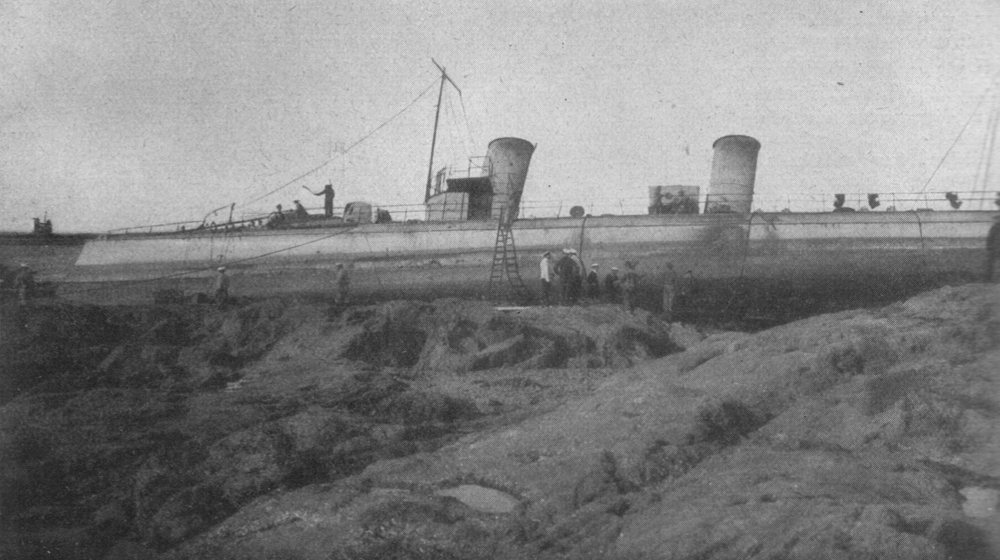
SMS Taku (ex Chaj-čching)

Po dokončení torpédoborce nesly šest 47mm kanónů a dva 356mm torpédomety. Pohonný systém tvořily čtyři kotle Thornycroft a dva parní stroje o výkonu 6000 hp, pohánějící dva lodní šrouby. Nejvyšší rychlost dosahovala 33,6 uzlu. Dosah byl 3000 námořních mil při rychlosti 10 uzlů.